# Conseil européen des 20 et 21 octobre 2016
La réunion du Conseil européen des 20 et 21 octobre 2016 s'est concentrée sur les migrations, le commerce, les problématiques mondiales et les questions économiques, et les relations extérieures.